# Lagfart
Lagfart är en officiell registrering av en ny lagfaren ägare efter ett förvärv av fast egendom.

## Ursprung
Oftast är det ett köpebrev som är fångeshandling. Att söka fasta på fast egendom har tillämpats i Sverige sedan flera hundra år. Före 1875 betecknades köpebrev Fastebrev. Andra fångeshandlingar kan vara byteshandling, gåvobrev, bodelningshandling och arvskifteshandling.

## Regler
Enligt 20 kap 2 § jordabalken ska lagfart sökas senast tre månader räknat från den dag då den handling som grundar förvärvet upprättades. Med förvärv avses alla typer av handlingar där äganderätten övergått på annan. Handling betecknas fångeshandling. Med upprättades avses den dag handlingen undertecknades. Vissa avvikelser från tremånadersregeln framgår av 20 kap 2 § jordabalken.
Dödsbo behöver inte söka lagfart annat än då dödsboet ska överlåta fastigheten. Om vid bodelning den som tillskiftas fastigheten redan är ägare behöver lagfart inte heller sökas.
Den som inte söker lagfart i tid kan föreläggas att göra det vid vite.
Lagfart söks hos inskrivningsmyndigheten som är en del av Lantmäteriet. 

## Kostnad
Lantmäteriet sköter hantering av lagfart. Kostnaden för registrering av ett förvärv består av expeditionsavgift och stämpelskatt.

### Expeditionsavgift
Expeditionsavgiften motsvarar kostnaden för hantering av registreringen och underhåll av fastighetsregistret, där arbetsbördan är den samma oavsett köpeskillingen för bostaden. Idag, 2025, är avgiften 825 SEK.

### Stämpelskatt
Stämpelskatten för fysiska personer är 1,5 procent av det högsta värdet av köpeskillingen jämfört med taxeringsvärdet för föregående år. För juridiska personer med undantag för dödsbon är stämpelskatten 4,25 procent (fr.o.m. 1 januari 2011) av köpeskillingen. För gåvor (utan motprestation till exempel mot revers under 85 procent av fastighetens värde, bodelningar, arvskiften, legat) utgår inte någon stämpelskatt.
Stämpelskatten på köpeskillingen innebär att köparen av ett dyrt hus får betala mer än en som köper ett billigt hus. Dessa pengar är inte bundna till direkta kostnader för lagfarten utan kan ses som en skatt. Vad stämpelskatten har för syfte i samband med bostadsköp är därmed oklart. Stämpelskatten kan vara ett förlegat arv från 1600-talet. När denna infördes speglade stämpelskatten den faktiska kostnaden för myndigheterna att utfärda skriftliga lagfartsbevis. Skatten i procent beräknades på dåtidens relativt sett låga fastighetspriser, vilket innebar en relativt låg stämpelskatt. Idag sker registreringen digitalt och betalas via administrationsavgiften och stämpelskatten speglar därmed inte någon kostnad för lagfartsbevis. Stämpelskatten finansierar istället det allmänna skattesystemet, detta innebär att pengarna går in i statskassan, vilket gör stämpelskatten till en statlig form av omsättningsskatt. Riksdagen bestämmer stämpelskattens storlek och existens.

## Fastighetsregister
Fastighetsregistret innehåller såväl aktuella som historiska uppgifter om vilka som är och har varit lagfarna ägare på en fastighet. Äganderätten till en fastighet förs inte över i och med registreringen, vilket är fallet i vissa andra länder. Äganderätten övergår i och med att civilrättsligt giltiga handlingar undertecknas. Då fastighetsregistret, för att underlätta den allmänna omsättningen av fastigheter, endast ska innehålla korrekta uppgifter, görs en granskning vid registreringen för att säkerställa registrets tillförlitlighet. 
Om överlåtelse av fastighet inte uppfyller gällande krav kan ansökan gå åter, avvisas, avslås, uppskjutas eller förklaras vilande. Föreligger oklarheter om förvärvet eller saknas fångeshandling kan lagfartssammanträde hållas.